# Roman Jankowiak
Roman Jankowiak (ur. 20 października 1936 w Poznaniu) – inżynier budowlany, specjalizujący się w konstrukcjach metalowych i żelbetowych. Profesor Politechniki Opolskiej.

## Życiorys
W 1960 ukończył studia na Wydziale Budownictwa Politechniki Wrocławskiej. Od 1959 pracownik Dolnośląskiego Biura Projektów Górniczych (DBPG), które w 1968 zostało przekształcone w wielobranżowy Centralny Ośrodek Badawczo-Projektowy Górnictwa Odkrywkowego POLTEGOR we Wrocławiu. Z POLTEGOR-em pozostawał związany zawodowo do kwietnia 2008 kończąc pracę na stanowisku głównego specjalisty branży konstrukcyjno-budowlanej.
Od początku pracy zawodowej utrzymywał kontakt z Politechniką Wrocławską prowadząc tam zajęcia dydaktyczne i badania naukowe. W 1970 obronił pracę doktorską w Instytucie Budownictwa Politechniki Wrocławskiej. W 1975 został powołany na stanowisko docenta w COBPGO-POLTEGOR. 
W 1990 otrzymał od Prezydenta RP tytuł profesora.
Od 1994 jest kierownikiem Katedry Konstrukcji Budowlanych i Inżynierskich Wyższej Szkoły Inżynieryjnej w Opolu (obecnie Politechnika Opolska). W latach 1999–2005 prodziekan ds. nauki na Wydziale Budownictwa, w latach 2005-2008 dziekan tego wydziału. Członek senatu Politechniki Opolskiej.
Wieloletni członek Zarządu Polskiego Towarzystwa Mechaniki Teoretycznej i Stosowanej, od 2003 pełni funkcję zastępcy sekretarza generalnego tego towarzystwa. 
Od 1993 członek Sekcji Konstrukcji Metalowych Komitetu Inżynierii Lądowej i Wodnej PAN.

## Dokonania i nagrody
Opublikował około 50 artykułów, a także monografię
- Badania doświadczalne deformacji belek żelbetowych, Wydawnictwo Instytutu Techniki Budowlanej – Warszawa 1971 r.

Współautor 10 patentów i 5 wzorów użytkowych. Laureat nagrody państwowej (dwukrotny), nagrody ministwa górnictwa i energetyki (czterokrotny) i nagrody NOT-u (wielokrotny) przyznanych mu m.in. w uznaniu osiągnięć w badaniach, rozwoju i wdrożeniach koparek wielonaczyniowych i ładowarko-zwałowarek, a szczególnie ich układów nośnych i rozwiązań konstrukcyjnych.